# Sheezus
Sheezus je třetí studiové album americké zpěvačky Lily Allen. Vydáno bylo v květnu roku 2014 (vydavatelství Parlophone). Většinu písní na albu produkoval zpěvaččin dlouholetý spolupracovník Greg Kurstin, ale přispěli i další producenti. Název desky odkazuje k nahrávce Yeezus, kterou v předchozím roce vydal Kanye West. V hitparádě Billboard 200 se album umístilo na dvanácté příčce, v UK Albums Chart na první.

## Seznam skladeb
| Pořadí | Název                       | Délka |
| ------ | --------------------------- | ----- |
| 1.     | Sheezus                     | 3:54  |
| 2.     | L8 Cmmr                     | 3:26  |
| 3.     | Air Balloon                 | 3:49  |
| 4.     | Our Time                    | 4:20  |
| 5.     | Insincerely Yours           | 3:40  |
| 6.     | Take My Place               | 3:32  |
| 7.     | As Long as I Got You        | 3:25  |
| 8.     | Close Your Eyes             | 3:37  |
| 9.     | URL Badman                  | 3:39  |
| 10.    | Silver Spoon                | 3:38  |
| 11.    | Life for Me                 | 4:01  |
| 12.    | Hard Out Here               | 3:33  |
| 13.    | Wind Your Neck In           | 3:21  |
| 14.    | Who Do You Love?            | 3:28  |
| 15.    | Miserable without Your Love | 3:25  |
| 16.    | Holding On to Nothing       | 3:01  |
| 17.    | Somewhere Only We Know      | 3:30  |